# Neoplan Cityliner
Neoplan Cityliner (рус. Неоплан Ситилайнер) — серия туристических автобусов, выпускаемых компанией Neoplan с 1971 года.

## Первое поколение (N116, N114; 1971—1980)
На 20-й выставке в Монако компания Neoplan представила двухосный автобус модели N116 с изогнутыми боковыми окнами, заднемоторной компоновкой и высоким расположением сидений. Объём багажника составляет 10 м3.
Автобус оснащён дизельным двигателем внутреннего сгорания объёмом 11940 см3, мощностью 203 л. с. Длина автобуса составляет 12000 мм, ширина — 2500 мм, высота — 3100 мм, вместимость — 52 пассажира.
В 1973 году был представлен трёхосный вариант Cityliner шириной 3550 мм, со склеенными боковыми окнами и одинарным лобовым стеклом. Дополнительно модель оснащена кондиционером и двойным остеклением.
С 1978 года в Бельгии и Нидерландах производились укороченные модели N114 с пятью окнами. Голландские модели имели округлый бампер из нержавеющей стали и аварийный выход на левую сторону.
В 1979 году автобусы были модернизированы путём замены стальных бамперов на пластмассовые, чёрного цвета.

## Второе поколение (N116, N112, N118; 1981—1993)
В 1981 году автобус Neoplan Cityliner подвёргся изменениям, среди которых — передняя часть, колёсные арки, закруглённое дно и так далее.
В 1985 году автобус подвёргся модернизации. Впервые в светотехнику были встроены огни polyellipsoid.
В 1986 году в семейство включился 13700-миллиметровый автобус, поставляемый в США.
С 1988 года в Японию поставлялись укороченные модели Neoplan N112, производство которых завершилось в 1999 году.

## Третье поколение (N116, N118; 1991—2000)
В 1991 году стартовало производство автобусов Neoplan Cityliner третьего поколения с высотой, увеличенной на 160 мм. Объём багажника увеличен до 15,6 м3.
В начале 1992 года был произведён трёхтысячный Neoplan Cityliner. В 1993—1994 годах некоторые детали автобуса были переработаны. Кроме 12-метровых, существуют также 18-метровые модели N118/3(H).
В 1995 году автобус был усовершенствован путём добавления ремней безопасности на все сидения, лазерного дистанционного управления, GPS-навигации и возможность пользоваться мобильным телефоном и видеосистемой и так далее.
В 1996 году в модельный ряд включился трёхосный 13,7-метровый вариант N116/3hl. В 1998—1999 годах модель поставлялась в Мексику, Южную Америку и Китай.

## Четвёртое поколение (N1116; 2000—2006)
В 2000 году на выставке IAA был представлен автобус Cityliner 2000 с обновлённой передней частью. В 2001 году модельный ряд дополнился автобусами  N1116, N1116/3 и N1116/3HL. В 2003 году была представлена трёхосная 12,84-метровая модификация повышенной комфортности Cityliner HC — «Hoch Comfort».

## Пятое поколение (N1216, N1217, N1218; с 2006)
Современная версия автобуса Neoplan Cityliner производится с 2006 года. Модель базируется на шасси Neoplan Starliner. В 2007 году в модельный ряд добавились автобусы Neoplan Cityliner N1217 HDC (P15) и Neoplan Cityliner N1218 HDL (P16).

## Галерея

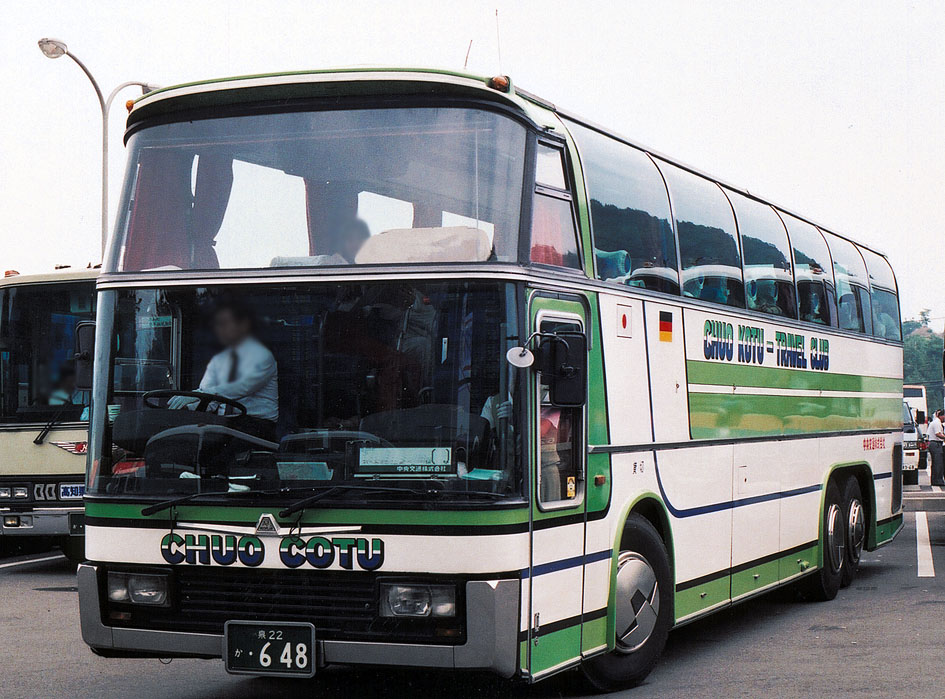
Neoplan N116 Cityliner (1977—1979)
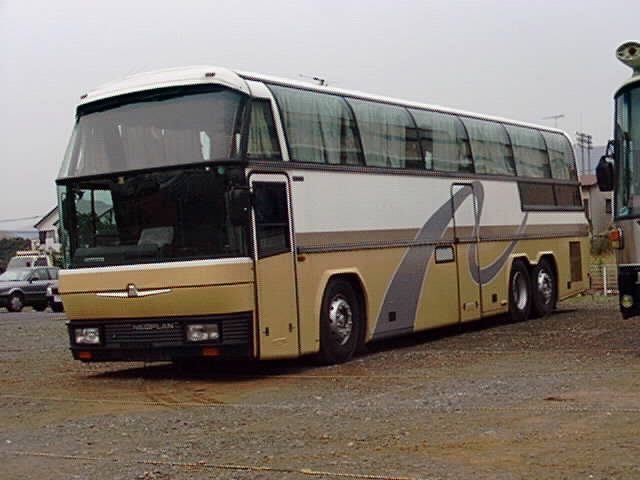
Neoplan N116 Cityliner (1981—1988)
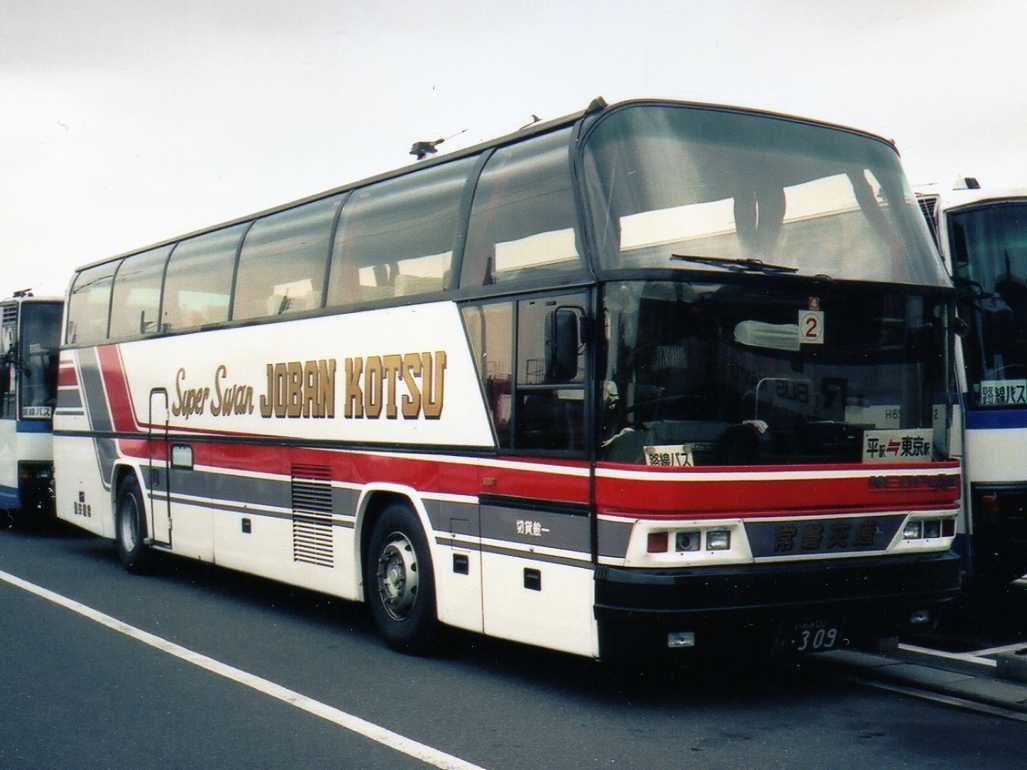
Neoplan N116 Cityliner (1988—1993)
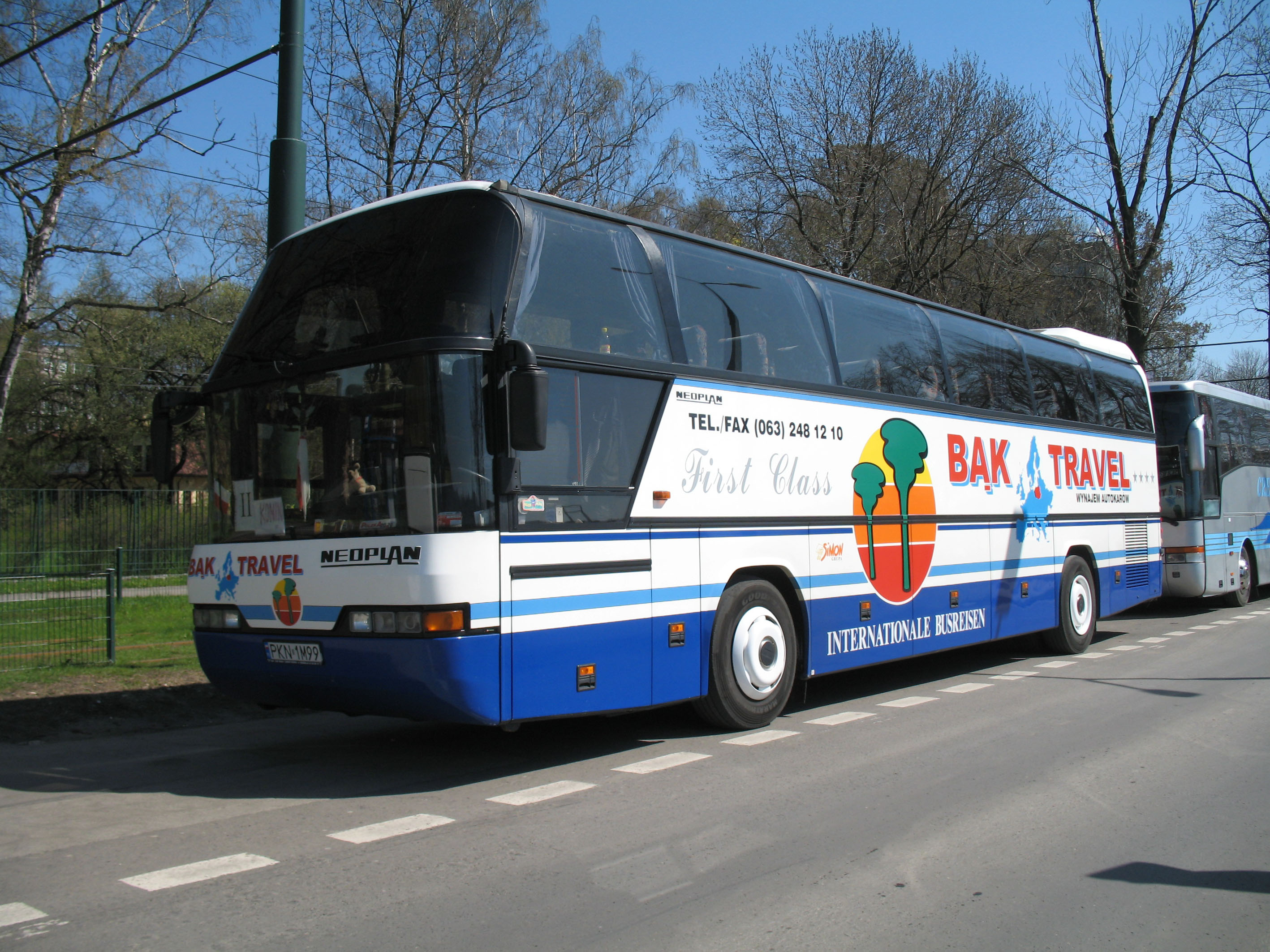
Neoplan N116 Cityliner (1993—2000)
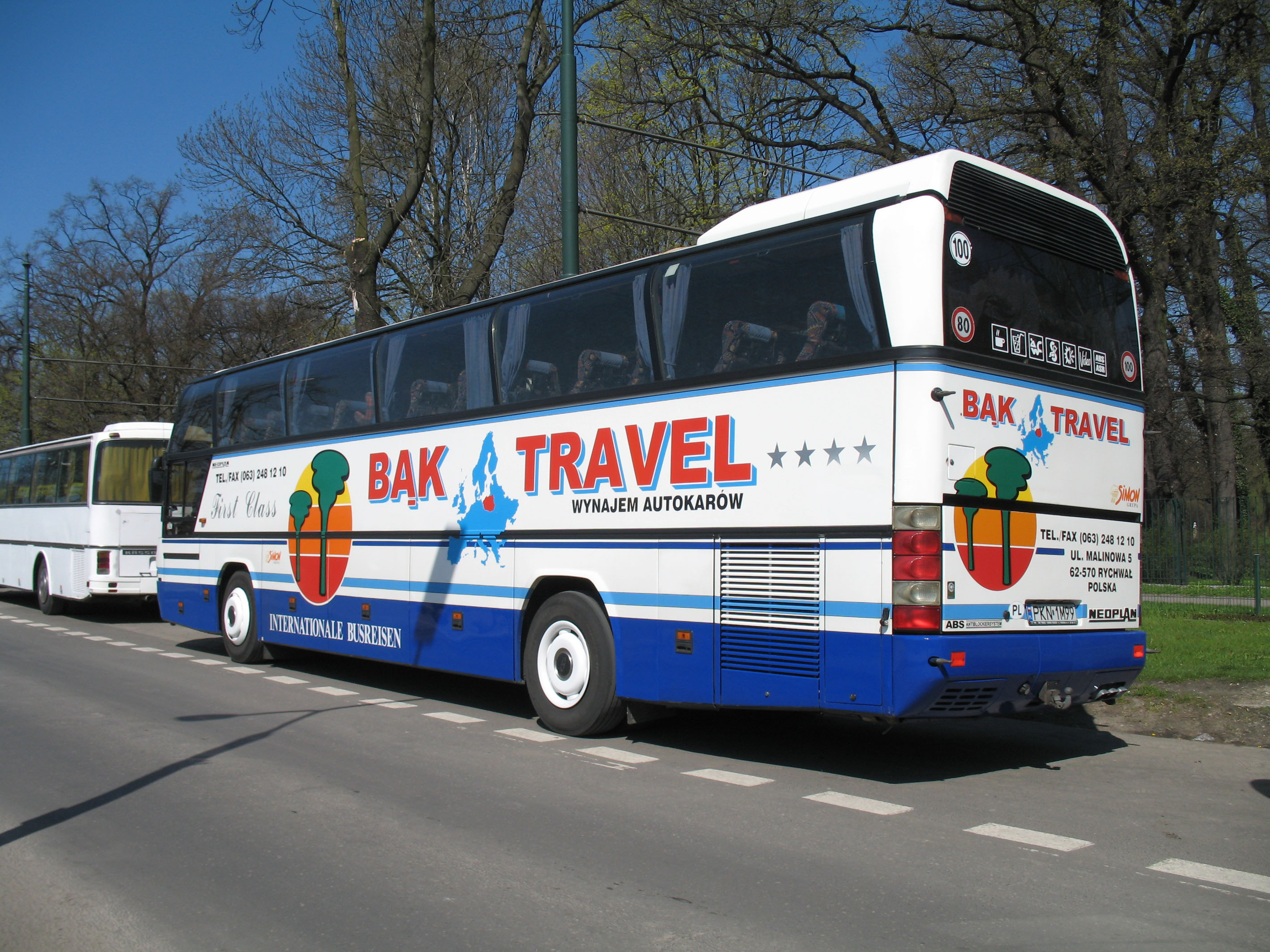
Neoplan N116 Cityliner (1993—2000)
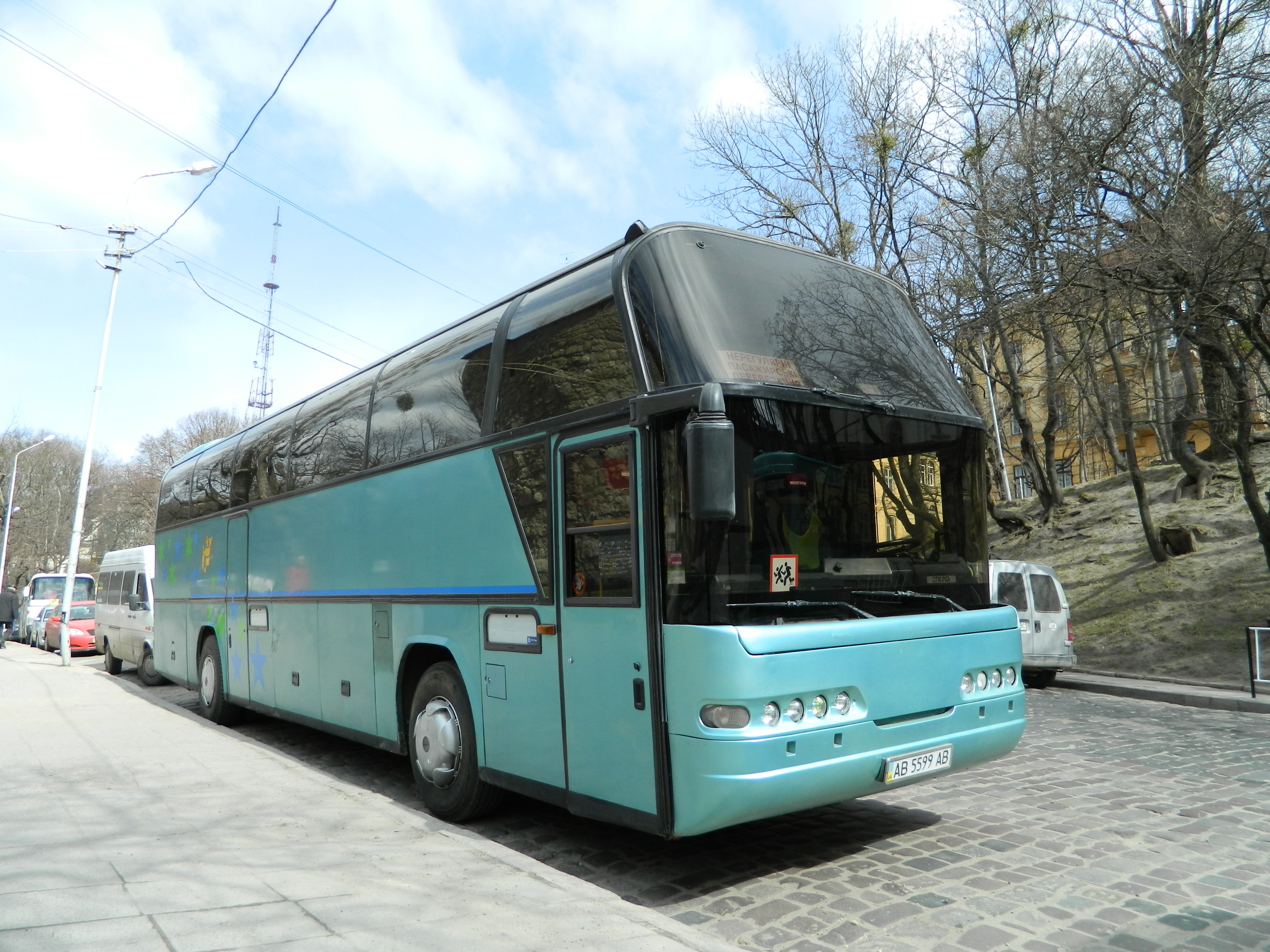
Neoplan N1116 Cityliner (2000—2001)
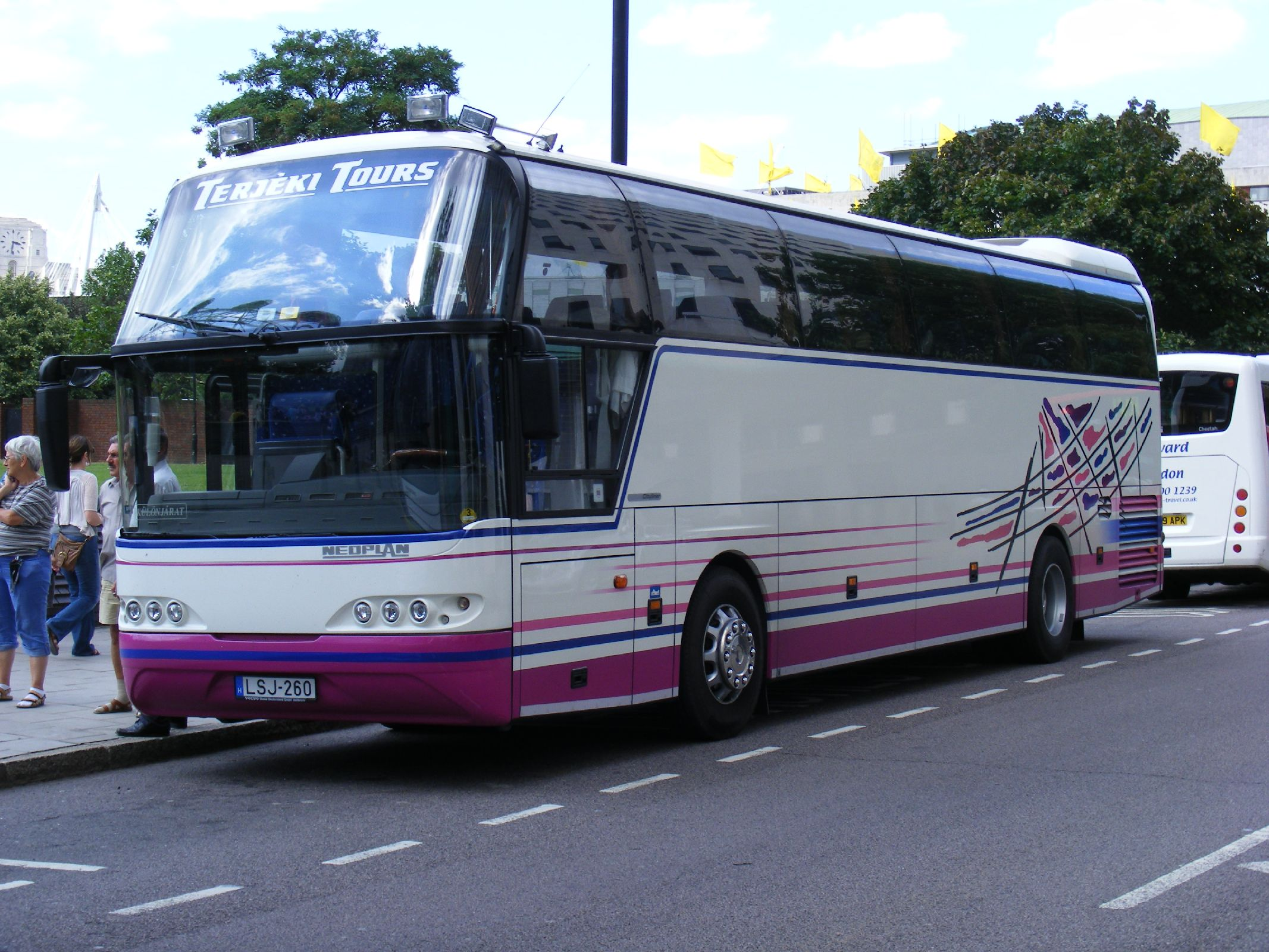
Neoplan N1116 Cityliner (2001—2006)
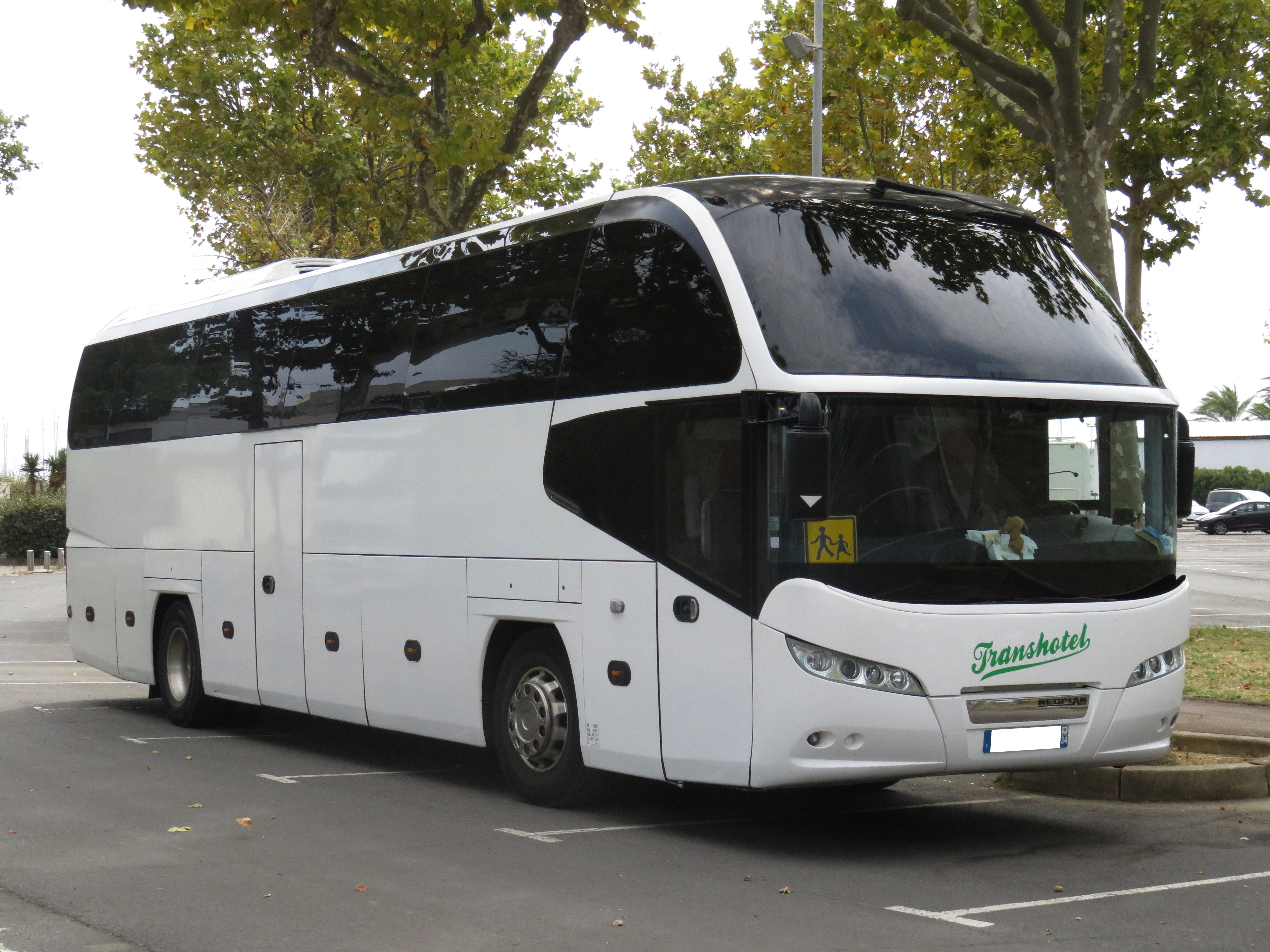
Neoplan N1216 Cityliner (с 2006)
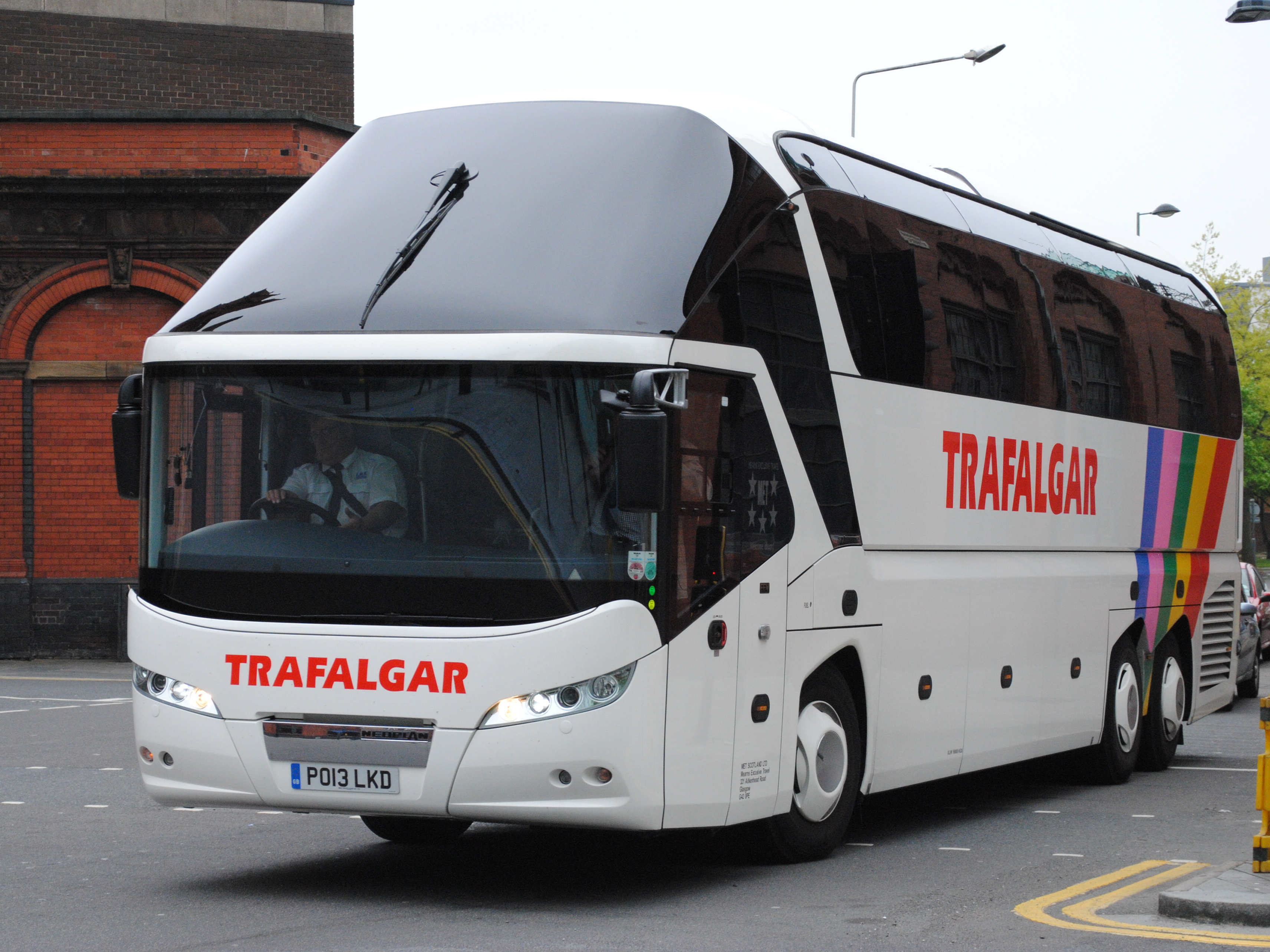
Neoplan N2518SHD Starliner 2